# Cuyuna
La ville de Cuyuna (en anglais [kaɪˈjuːnə]) est située dans le comté de Crow Wing, dans l’État du Minnesota, aux États-Unis. Sa population s’élevait à 332 habitants lors du recensement de 2010, estimée à 341 habitants en 2016.